# Château de Villiers (Draveil)
Pour les articles homonymes, voir Château de Villiers et Villiers.
Le château de Villiers est un palais français situé dans la commune française de Draveil, dans l'ancienne province de Brie française, aujourd'hui le département de l'Essonne et la région Île-de-France, à vingt kilomètres au sud-est de Paris.

## Situation
| \| Localisation du château de Villiers dans l'Essonne. · Château de Villiers \| Localisation du château de Villiers dans l'Essonne. |
| Localisation du château de Villiers dans l'Essonne. · Château de Villiers                                                           |

Le château de Villiers est situé sur la rive droite de la Seine à proximité de la forêt de Sénart dans le centre-ville de Draveil à l'intersection entre l'avenue de Villiers et l'allée des Tilleuls, correspondant à l'ancienne allée d'honneur du château. Il est entouré d’un parc arboré de six hectares en partie construit avec la résidence du Domaine de Villiers.

## Histoire
En 1782, le comte de Bombelles fit reconstruire une « maison de campagne » détruite à la suite d'un incendie qui devint un château de style Louis XVI. Durant le Premier Empire, le château fut la propriété du préfet de l'Yonne Charles-Guillaume Gamot. En 1837, la famille Pecoul originaire de la Martinique où elle possède des exploitations de canne à sucre acquit le domaine. En 1954, la famille d'Origny céda le château à la Caisse des dépôts et consignations qui elle-même le transféra à la municipalité de Draveil en 1987. En 1991, le château fut transformé en médiathèque municipale,. Le 18 juin 1949, la façade, les toitures, les pavillons d'entrée furent inscrits aux monuments historiques. Durant les années 1960, la société centrale de la Caisse des dépôts et consignations lotit les trente-neuf hectares du parc pour construire quatre-cent-quarante logements.
Le château de Villiers a abrité une exposition sur les météorites les 17, 18, 24 et 25 novembre 2012. De nombreux spécimens de météorites furent exposés (chondrites, achondrites) en provenance du monde entier y compris la fameuse météorite de Draveil dont l'échantillon de 205,9 g a été retrouvé sur le toit d'une habitation de la commune et dont la chute remonterait à la nuit du 12 au 13 juillet 2011. Quelques jours plus tard un autre fragment de météorite de 87 g sera retrouvé de nouveau à Draveil. Des documents sur l'astronomie étaient également disponibles à l'exposition. Parallèlement il y avait une autre exposition sur les minéraux et les fossiles.

## Architecture
Le château est constitué de deux pavillons d'entrée encadrant une grille monumentale donnant sur une cour d'honneur. La façade Est est droite et dispose d'un rez-de-chaussée et de deux étages dont un mansardé, percée de neuf baies vitrées et neuf fenêtres, et de deux lucarnes en toiture. La partie centrale est surmontée d'un fronton triangulaire décoré d'une rosace. Deux avancées de plain-pied encadrent la cour. La façade Ouest suit la même architecture mais le fronton est décoré d'une allégorie dédiée à Cérès. Derrière l'aile gauche du château se trouvent une cour entourée par les communs, l'orangerie et un pigeonnier.

## Pour approfondir

## Sources
1. ↑  Il est aujourd'hui l'Hôtel de Ville de Draveil. Histoire du château sur le site des Amis du Château de Villiers. Consulté le 01/08/2010.
2. ↑  Histoire du château de Villiers sur le site d'Histoire Locale. Consulté le 01/08/2010.
3. ↑  Notice no PA00087888, sur la plateforme ouverte du patrimoine, base Mérimée, ministère français de la Culture. Consulté le 01/08/2010.
4. ↑  Fiche du domainde Villiers sur le site topic-topos.com Consulté le 01/08/2010.
5. ↑  Présentation de l'évènement Exposition sur les météorites sur le site officiel de la commune de Draveil. Consulté le 18/11/2012.
6. ↑  Fiche du fronton du château de Villiers sur le site topic-topos.com Consulté le 01/08/2010.

VOIR CET ARTICLE POUR LES PROPRIETAIRES + DESCRIPTION https://www.lectura.plus/Presse/show/?id=07JOURTOURNO-18820618-P-0003.pdf&query=SEGUIN Le Journal de Tournon 1882/06/18
1. ↑  « VENTE PAR LICITATION AVEC CONCOURS D'ÉTRANGERS
En la Chambre des Notaires de Pans, sise en cette ville place du Châtelet en un seul lot », Le Journal de Tournon,‎ 18 juin 1882, p. 3 et 4 sur 4 (lire en ligne)